# نونو بورجيس (لاعب كرة مضرب)
نونو بورجيس (مواليد 19 فبراير 1997) هو لاعب كرة مضرب برتغالي، أفضل ترتيب له في الفردي كان ال93 وحصل عليه في سبتمبر 2022.

## روابط خارجية
- نونو بورجيس على موقع رابطة محترفي التنس (الإنجليزية)
- نونو بورجيس على موقع الاتحاد الدولي لكرة المضرب (الإنجليزية)
- نونو بورجيس على موقع كأس ديفيز (الإنجليزية)
- نونو بورجيس على موقع خلاصة التنس.كوم (الإنجليزية)